# Shelton (Norfolk)
Shelton – wieś w Anglii, w Norfolk. W 1961 wieś liczyła 232 mieszkańców. Shelton jest wspomniana w Domesday Book (1086) jako Sceltuna.